# Den stille Sejm
Den stille Sejm (også Den døvstumme Sejm eller Den stumme Sejm, polsk: Sejm Niemy, litauisk: Nebylusis Seimas, hviderussisk: Нямы сойм) er et møde i sejmen (parlamentet) i den polsk-litauiske realunion afholdt den 1. februar 1717. En borgerkrig i Realunionen blev brugt af den russiske zar Peter den Store som en mulighed for at gribe ind som mægler. Det markerede afslutningen af Augustus II forsøg på at skabe enevælde i Polen-Litauen, og i begyndelsen på det Russiske Kejserriges stigende indflydelse og kontrol over Realunionen.